# Deuteragonista

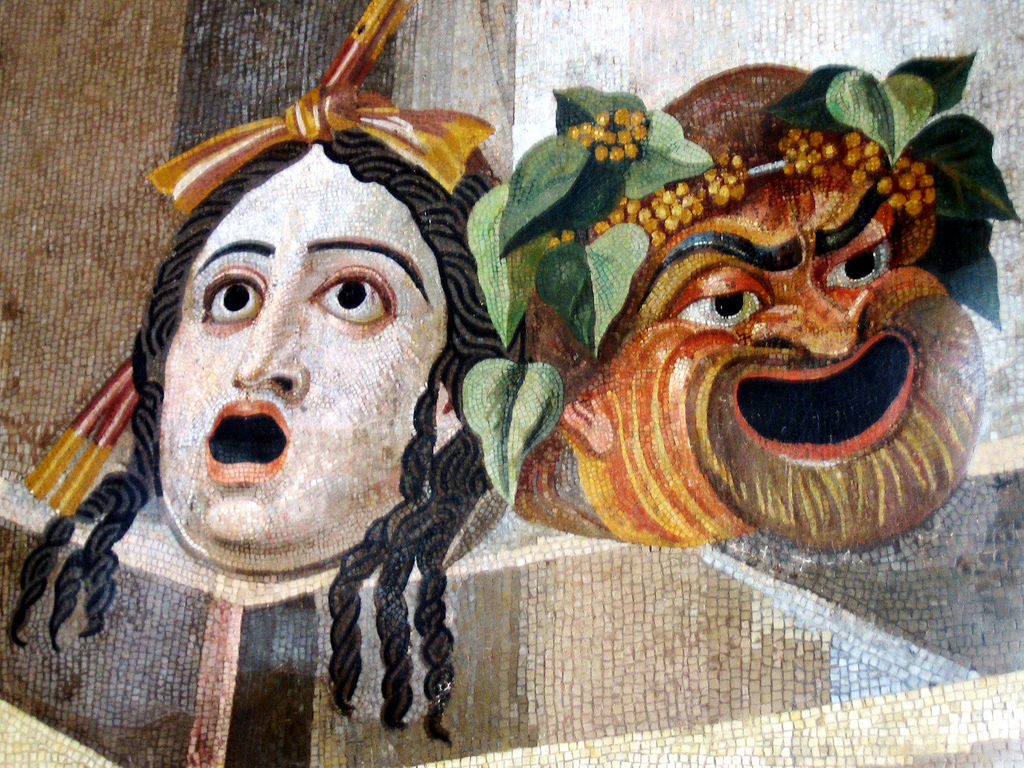
Tragedia y comedia

En obras literarias o análogas, el deuteragonista (en griego antiguo: δευτεραγωνιστής, deuteragōnistḗs, segundo actor) es el segundo personaje más importante de una obra, después del protagonista y antes del tritagonista. El deuteragonista puede alternar su posición entre ser aliado o enemigo del protagonista en función de su propio argumento.

## Historia
Los dramas del teatro de la antigua Grecia comenzaban con un solo actor, el protagonista, junto a un coro. El autor Esquilo introdujo el personaje del deuteragonista; según afirma Aristóteles en su Poética:

Καὶ τό τε τῶν ὑποκριτῶν πλῆθος ἐξ ἑνὸς εἰς δύο πρῶτος Αἰσχύλος ἤγαγε καὶ τὰ τοῦ χοροῦ ἠλάττωσε καὶ τὸν λόγον πρωταγωνιστεῖν παρεσκεύασεν
Kaì tó te tôn hupokritôn plêthos ex henòs eis dúo prôtos Aiskhúlos ḗgage kaì tà toû khoroû ēláttōse kaì tòn lógon prōtagōnisteîn pareskeúasen

"Esquilo fue el primero en aumentar de uno a dos el número de actores, reducir las intervenciones del coro y conceder al diálogo el papel más destacado" (traducción de Teresa Martínez Manzano y Leonardo Rodríguez Duplá).
AristótelesPoética (1449a15)

Se entiende entonces que fue Esquilo el primero en incrementar el número de actores de uno a dos. También restringió el coro y convirtió el diálogo en la parte principal de la obra. Las innovaciones de Esquilo trajeron el diálogo y la interacción entre personajes al frente de la obra y estableció el modelo en el que se basarían muchos de los autores de la época, como Sófocles, que introdujo el tercer personaje principal o tritagonista.

## Drama
Como el drama en la Antigua Grecia solo introducía a tres actores (el protagonista, el deuteragonista y el tritagonista) además del coro, cada actor solía tener que representar muchas partes de la obra, y recibía los papeles en función de esa posición jerárquica: el protagonista los principales, el deuteragonista los siguientes en importancia, el tritagonista los secundarios, y el coro los demás. Por ejemplo, en Edipo Rey de Sófocles, el protagonista debería ser Edipo, quien está en escena durante la mayor parte del tiempo en todos los actos. El deuteragonista sería Yocasta (madre y esposa de Edipo), pero también el Pastor y el Mensajero. Esto se debe a que Yocasta es sin duda el principal personaje después de Edipo, confrontándolo en numerosas ocasiones en escena y ocupando un papel central en la obra; mientras que los otros dos personajes se puede decir que la sustituyen cuando no está en escena.

## Literatura
Literariamente, el deuteragonista suele asumir el rol de compañero principal del protagonista. En Las Aventuras de Huckleberry Finn, de Mark Twain, el protagonista es Huckleberry Finn y el deuteragonista, su compañero constante, es Jim. El tritagonista en este caso podría ser Tom Sawyer.
Igualmente, el deuteragonista puede ser un antagonista particularmente presente en la historia, siendo en muchas ocasiones una tapadera tras la que se oculta la verdadera personalidad del antagonista. En otros casos, el deuteragonista es un compañero que se usa como contraste del protagonista, con la intención de engrandecer o hacer más llamativas las características del personaje principal. Un ejemplo paradigmático de este uso sería el Dr. John Watson en la serie de novelas de Sherlock Holmes, escritas por Sir Arthur Conan Doyle. Él es un caballero educado, con una actitud muy profesional y de gran inteligencia, aunque muy rígida, frente al protagonista, despreocupado y poco dado a la observancia de las normas sociales, pero con una inteligencia prodigiosa y flexible, capaz de abarcar todas las posibilidades que se presentan ante un caso por descubrir, e hilarlas en beneficio de su resolución.